# Nathan LaFayette
Nathan LaFayette (né le 17 février 1973 à New Westminster, Colombie-Britannique au Canada) est un joueur canadien de hockey sur glace.

## Carrière
Il passe la majeure partie de sa carrière entre différents clubs de la Ligue nationale de hockey et leurs franchises dans les ligues de développement. Il joue près de 200 parties dans la LNH pour quatre clubs. Il se retire après une dernière saison en 1999-2000.
En 1993, il aide son pays à remporter l'or au championnat du monde junior de hockey sur glace.

## Statistiques
Pour les significations des abréviations, voir Statistiques du hockey sur glace.
| Saison     | Équipe                   | Ligue      |     | Saison régulière | Saison régulière | Saison régulière | Saison régulière | Saison régulière |   | Séries éliminatoires | Séries éliminatoires | Séries éliminatoires | Séries éliminatoires | Séries éliminatoires |
| Saison     | Équipe                   | Ligue      | PJ  | B                | A                | Pts              | Pun              | PJ               | B | A                    | Pts                  | Pun                  |                      |                      |
| 1988-1989  | Marlboros de Toronto     | MTHL       | 69  | 38               | 68               | 106              | 24               | -                | - | -                    | -                    | -                    |                      |                      |
| 1988-1989  | Panthers de Pickering    | AHO-B      | 1   | 0                | 0                | 0                | 0                | -                | - | -                    | -                    | -                    |                      |                      |
| 1989-1990  | Frontenacs de Kingston   | LHO        | 53  | 6                | 8                | 14               | 14               | 7                | 0 | 1                    | 1                    | 0                    |                      |                      |
| 1990-1991  | Frontenacs de Kingston   | LHO        | 35  | 13               | 13               | 26               | 10               | -                | - | -                    | -                    | -                    |                      |                      |
| 1990-1991  | Royals de Cornwall       | LHO        | 28  | 16               | 22               | 38               | 25               | -                | - | -                    | -                    | -                    |                      |                      |
| 1991-1992  | Royals de Cornwall       | LHO        | 66  | 28               | 45               | 73               | 26               | 6                | 2 | 5                    | 7                    | 16                   |                      |                      |
| 1992-1993  | Royals de Newmarket      | LHO        | 58  | 49               | 38               | 87               | 26               | 7                | 4 | 6                    | 10                   | 19                   |                      |                      |
| 1993-1994  | Rivermen de Peoria       | LIH        | 27  | 13               | 11               | 24               | 20               | -                | - | -                    | -                    | -                    |                      |                      |
| 1993-1994  | Blues de Saint-Louis     | LNH        | 38  | 2                | 3                | 5                | 14               | -                | - | -                    | -                    | -                    |                      |                      |
| 1993-1994  | Canucks de Vancouver     | LNH        | 11  | 1                | 1                | 2                | 4                | 20               | 2 | 7                    | 9                    | 4                    |                      |                      |
| 1994-1995  | Crunch de Syracuse       | LAH        | 27  | 9                | 9                | 18               | 10               | -                | - | -                    | -                    | -                    |                      |                      |
| 1994-1995  | Canucks de Vancouver     | LNH        | 27  | 4                | 4                | 8                | 2                | -                | - | -                    | -                    | -                    |                      |                      |
| 1994-1995  | Rangers de New York      | LNH        | 12  | 0                | 0                | 0                | 0                | 8                | 0 | 0                    | 0                    | 2                    |                      |                      |
| 1995-1996  | Rangers de Binghamton    | LAH        | 57  | 21               | 27               | 48               | 32               | -                | - | -                    | -                    | -                    |                      |                      |
| 1995-1996  | Rangers de New York      | LNH        | 5   | 0                | 0                | 0                | 2                | -                | - | -                    | -                    | -                    |                      |                      |
| 1995-1996  | Kings de Los Angeles     | LNH        | 12  | 2                | 4                | 6                | 6                | -                | - | -                    | -                    | -                    |                      |                      |
| 1996-1997  | Roadrunners de Phoenix   | LIH        | 31  | 2                | 5                | 7                | 16               | -                | - | -                    | -                    | -                    |                      |                      |
| 1996-1997  | Crunch de Syracuse       | LAH        | 26  | 14               | 11               | 25               | 18               | 3                | 1 | 0                    | 1                    | 2                    |                      |                      |
| 1996-1997  | Kings de Los Angeles     | LNH        | 15  | 1                | 3                | 4                | 8                | -                | - | -                    | -                    | -                    |                      |                      |
| 1997-1998  | Canadiens de Fredericton | LAH        | 28  | 7                | 8                | 15               | 36               | -                | - | -                    | -                    | -                    |                      |                      |
| 1997-1998  | Kings de Los Angeles     | LNH        | 34  | 5                | 3                | 8                | 32               | 4                | 0 | 0                    | 0                    | 2                    |                      |                      |
| 1998-1999  | Ice Dogs de Long Beach   | LIH        | 41  | 9                | 13               | 22               | 24               | 7                | 1 | 0                    | 1                    | 8                    |                      |                      |
| 1998-1999  | Kings de Los Angeles     | LNH        | 33  | 2                | 2                | 4                | 35               | -                | - | -                    | -                    | -                    |                      |                      |
| 1999-2000  | Lock Monsters de Lowell  | LAH        | 42  | 7                | 15               | 22               | 33               | -                | - | -                    | -                    | -                    |                      |                      |
| Totaux LNH | Totaux LNH               | Totaux LNH | 187 | 17               | 20               | 37               | 103              | 32               | 2 | 7                    | 9                    | 8                    |                      |                      |

| Année | Équipe | Compétition                 |   | PJ | B | A | Pts | Pun           |  | Résultat |
| 1993  | Canada | Championnat du monde junior | 7 | 3  | 1 | 4 | 0   | Médaille d'or |  |          |

## Trophées et honneurs personnels
- Ligue canadienne de hockey : nommé joueur-étudiant de la saison en 1992.

## Transactions
- 21 mars 1994 : échangé aux Canucks de Vancouver par les Blues de Saint-Louis avec Jeff Brown et Bret Hedican en retour de Craig Janney.
- 7 avril 1995 : échangé aux Rangers de New York par les Canucks de Vancouver en retour de Corey Hirsch.
- 14 mars 1996 : échangé aux Kings de Los Angeles par les Rangers de New York avec Ray Ferraro, Ian Laperrière, Mattias Norström et un choix de 4e ronde (Sean Blanchard) lors du repêchage d'entrée dans la LNH en 1997 en retour de Shane Churla, Jari Kurri et de Marty McSorley.